# Thomas Neill Cream
Dr. Thomas Neill Cream (Glasgow, 27. svibnja 1850. – London, 15. studenog 1892.), škotski serijski ubojica, poznat i kao Trovač iz Lambetha.
Rodio se u Škotskoj, ali je 1854. emigrirao s roditeljima u Kanadu, gdje se školovao za liječnika. Godine 1881. optužen je da je ubio supruga svoje ljubavnice, Daniela Stotta za što je u Chicagu osuđen na doživotni zatvor. Ipak, deset godina kasnije pušten je iz zatvora, nakon čega se preselio u Englesku i nastanio u Londonu u Lambeth Palace Roadu. Noću je zaustavljao ulične prostitutke i tobože im nudio liječničku pomoć. Kada bi zadobio njihovo povjerenje, dao bi im tablete punjene strihininom.
U listopadu 1891. godine otrovao je dvije žene, Nellie Donworth, devetnaestogodišnju prostitutku i Matildu Clover, dvadesetsedmogodišnju prostitutku. Dana 2. travnja 1892. dao je otrovne pilule i Lou Harvey, ali ona ih nije progutala. Devet dana kasnije otrovao je još dvije prostitutke, Alice Marsh (21) i Emmu Shrivell (18).
Policija ga je uhvatila zahvaljujući njegovoj bahatosti. Naime, napisao je pismo Scotland Yardu u kojoj optužuje druge liječnike za umorstva, no otkrio je suviše podataka, što je policiji postalo sumnjivo. Uhićen je, a unjegovu domu su pronađene bočice strihinina i oprema za izradu pilula. Osuđen je na smrt i obješen.